# SPV C550
SPV C550 – smartfon, produkowany na życzenie sieci Orange i dostępny tylko w tej sieci. Telefon pracuje w systemie operacyjnym Microsoft Smartphone 2003 SE. Posiada port kart pamięci MiniSD, cyfrowy aparat fotograficzny o rozdzielczości 1280×1024 piksel (1,3 Mpx) i kolorowy wyświetlacz (65 tysięcy kolorów). Wbudowany procesor ma 200 MHz.

## Dane techniczne

### Wyświetlacz
- TFT LCD
- 320 × 240 pikseli
- 64 tysięcy kolorów
- 2,2 cala

### Dźwięk
- 32-głosowe dzwonki polifoniczne
- MP3

### PasmaGSM
- 900
- 1800
- 1900

### Bateria
- Li-Ion 1050 mAh

### Pamięć
- Liczba wpisów w książce jest nieograniczona
- Liczba wiadomości w skrzynce jest nieograniczona
- Pamięć wewnętrzna: 64 MB
- Pamięć zewnętrzna: karty pamięci miniSD

### Rozmiary
- Wymiary: 108 × 46 × 18 mm
- Masa: 107 g

### Aparat fotograficzny
- 1,3 megapiksela
- 4x zoom cyfrowy

### Dane i wiadomości
- Rozmowy głosowe
- SMS
- MMS
- E-mail
- WAP 2.0
- XHTML

### Łączność
- GPRS
- EDGE
- Podczerwień
- Bluetooth
- USB

### Dodatkowe
- Odtwarzacz plików audio-video
- Organizer
- Kalendarz
- Lista zadań